# Ottoia prolifica
Espèce
Ottoia prolifica est une espèce éteinte de l'un des plus gros et plus abondants vers priapuliens trouvés dans les fossiles des schistes de Burgess datant du Cambrien moyen en Colombie-Britannique.

## Description

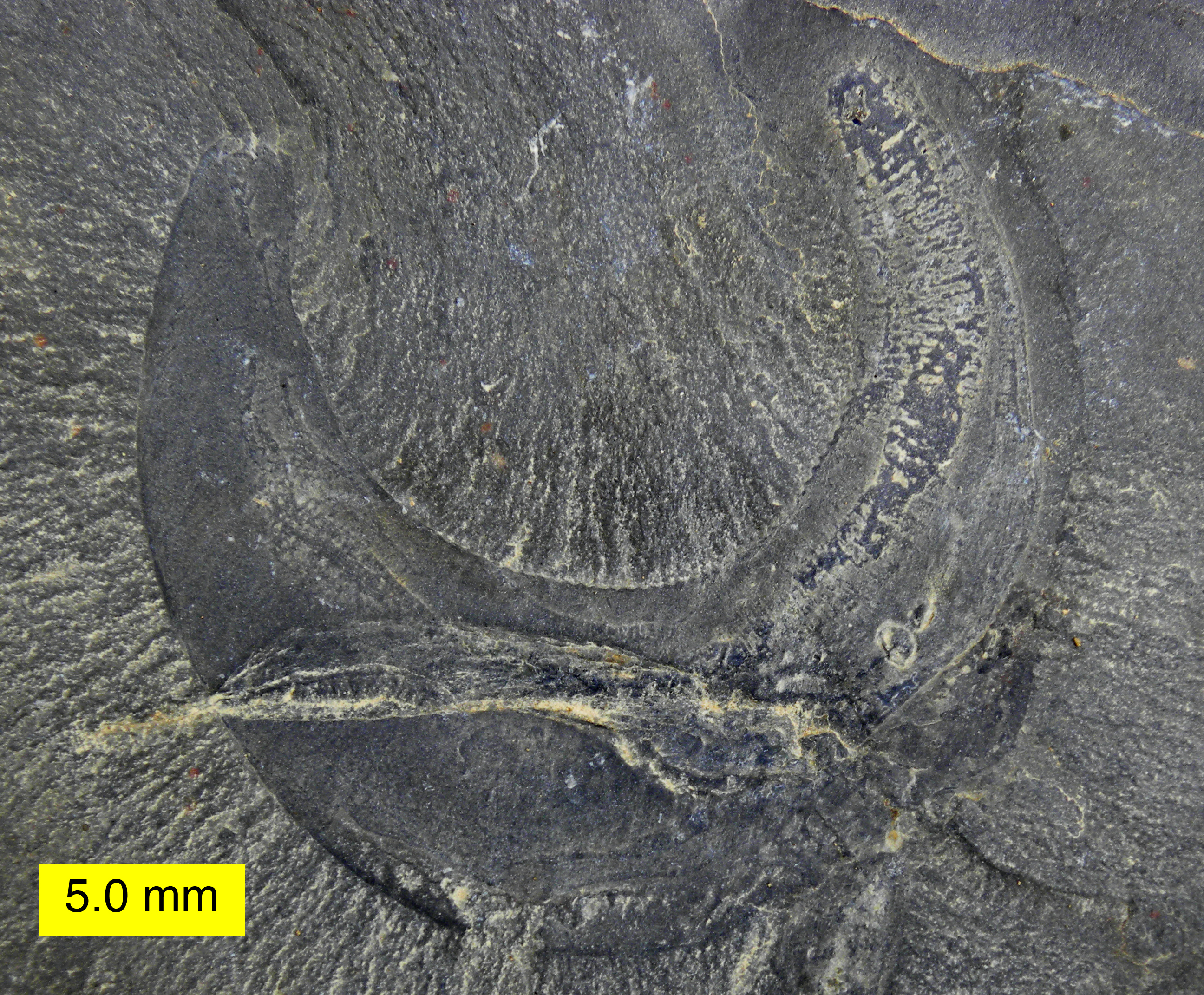
Ottoia prolifica dans les schistes de Burgess, Canada.

C'est un des plus anciens priapuliens connus, et sa longueur moyenne est d'environ 8 centimètres.
Utilisant le principe d'uniformitarisme (ou actualisme), les épines sur la trompe du ver ont été interprétées comme étant des dents servant à la capture des proies. Son mode de vie est incertain, mais il est généralement accepté que Ottoia creusait des tunnels dans la vase dans laquelle il vivait, se déplaçant parmi les sédiments en quête de proies, et qu'il habitait un tunnel en forme de « U » qu'il se fabriquait dans le substrat. De cet endroit relativement sûr, il pouvait étendre sa trompe à la recherche de proies. Des analyses du contenu de son intestin ont montré qu'il était un prédateur, se nourrissant fréquemment d'Haplophrentis, un hyolithe (sorte de mollusques) qu'il avalait la tête la première. Des preuves de cannibalisme ont également été rapportées, une caractéristique commune chez les priapuliens modernes.

## Paléoécologie
Étant donné qu'il habitait dans les fonds marins, et considérant que les schistes de Burgess se trouvent au pied de falaises calcaires, il est facile de présumer que l'animal était très vulnérable aux avalanches de boues sous-marines, qui pouvaient facilement l'entraîner au loin, voire l'enterrer. Cela peut expliquer pourquoi l'animal est l'un des plus communs de la faune de Burgess.
On connaît près de 1 500 spécimens fossiles d'Ottoia. Parmi les autres priapuliens de la faune de Burgess, on trouve les genres Ancalagon, Selkirkia et Louisella.
Jusqu'en 2015, Ottoia prolifica était la seule espèce rattachée au genre Ottoia, jusqu'à la description d'une nouvelle espèce : Ottoia tricuspida, en provenance également des schistes de Burgess et décrite par M. R. Smith et ses collègues.